# Капела Паоліна
41°54′09″ пн. ш. 12°27′17″ сх. д. / 41.902611111111° пн. ш. 12.454727777778° сх. д.
Капела Паоліна — капела у Апостольському палаці Ватикану, побудована у 1537 році у стилі ренесанс під час понтифікату Павла III.

## Історія
Проєкт капели створений архітектором Антоніо да Сангалло (Молодшим) на замовлення папи Павла III. Вона знаходиться у Ватиканських музеях біля Сикстинської капели, капели Павла III та Базиліки святого Петра. Знаходячись по сусідству таких відомих місць залишаєьться в тіні їх популярності.
Капела закрита для загального доступу і використовується Ватиканом.

## Конклав
Перед відкриттям конклаву для виборів нового папи, Колегія кардиналів збирається спочатку в цій капеллі для спільної молитви, та інструкцій правил поведінки під час конклаву. Після цього кардинали переходять у Сикстинську капелу для конклаву.

## Твори мистецтва у капеллі
Мікеланджело вже у віці понад 70 років намалював дві великих фрески (між 1545 та 1550) на прохання папи Павла III:
- Мучеництво святого Петра
- Навернення святого Павла

Там також представлені роботи Лоренцо Саббатіні та Фредеріко Цуккаро.

## Інші капели Паоліна в Римі
Існує ще дві капели Паоліна в Римі: одна в базиліці Санта Марія Маджоре, інша у Квірінальському Палаці.